# عباس زكي
شريف علي حسين مشعل واسمه الحركي عباس زكي (وُلد في 12 نوفمبر 1942 في سعير) سياسي فلسطيني ممثل سابق لمنظمة التحرير الفلسطينية في لبنان وعضو في اللجنة المركزية لحركة فتح، ولد في بلدة سعير بمحافظة الخليل وقد بدأ حياته السياسية بانتخابه عضوا للمجلس الثوري عام 1970 فيما عاد إلى الأراضي الفلسطينية عام 1995 بعد توقيع اتفاقية أوسلو بين إسرائيل ومنظمة التحرير الفلسطينية العام 1993)، وتم تعيينه في منصب نائب المفوض العام الذي ترأسه ياسر عرفات، ثم عينه عرفات عضوا في لجنة الطوارئ.
اُنتخب عضوًا في المجلس التشريعي الفلسطيني بعد الانتخابات العامة الفلسطينية عام 1996 حيث حصل على 39,348 صوتًا في دائرة محافظة الخليل ممثلًا عن حركة فتح.
في 23 مارس، 2009، نجا من محاولة اغتيال مزعومة خارج مخيم المية مية قرب صيدا حيث قتل نائبه كمال ناجي وثلاثة مسؤولين فلسطينيين آخرين  نتيجة الصراع في مخيم نهر البارد في لبنان حيث اقترح زكي إنشاء قوة أمنية فلسطينية من 4,000 إلى 5,000 أعضاء في مخيمات اللاجئين في لبنان لمنع تشكيل الجماعات المتطرفة  حيث وصف زكي فتح الإسلام بأنها «مجموعة جاهلة مستبدة تتستر بالإسلام وتمارس ابشع الجرائم بحق الأطفال والنساء والشيوخ في المخيم». فيما سلم عناصر من فتح الإسلام انفسهم لحركة فتح.
في أكتوبر 2009 ودع لبنان بعد عمله لسنوات فيها وكان زكي قد قدّم (اعلان فلسطين في لبنان) وهو عبارة عن وثيقة سياسية اعلنتها منظمة التحرير العام 2007 لتأكيد احترامها سيادة لبنان واستقراره واستقلاله.
في عام مارس 2010 اعتقلت قوات الاحتلال زكي مدة أربعة أيام ووضعته في معتقل عوفر القريب من رام الله. وفي سبتمبر 2011 وصف زكي رئيس الولايات المتحدة اوباما بانه دمية كاذبة وأن أبو مازن رفض لقاء نتنياهو.